# Rainer Hunold
Rainer Hunold (* 1. November 1949 in Braunschweig) ist ein deutscher Schauspieler und Autor. Bekannt wurde er hauptsächlich durch Hauptrollen in Fernsehserien wie Ein Fall für zwei, Wie Pech und Schwefel, Dr. Sommerfeld – Neues vom Bülowbogen und als Wiesbadener Oberstaatsanwalt Bernd Reuther in Der Staatsanwalt.

## Leben

### Ausbildung
Nach seinem Abitur am Gymnasium Raabeschule studierte Hunold die Fächer Kunstpädagogik, Germanistik und für einige Semester Bildhauerei. Bald entdeckte er aber seine Leidenschaft für den Beruf des Schauspielers und ließ sich ab 1975 in Berlin für zwei Jahre an der Max-Reinhardt-Schule für Schauspiel ausbilden.

### Film und Fernsehen
Nach einer Nebenrolle als Portier in einem Autobahnhotel in einer Folge der Krimiserie Direktion City, folgte 1978 in dem Fernsehfilm Vorhang auf, wir spielen Mord von Fritz Umgelter eine erste größere Rolle als Phil. In der Tatort-Folge Zürcher Früchte spielte er neben Heinz Treuke den Kriminal-Hauptmeister Wegner. Im selben Jahr hatte er als Kalli Flau in dem 13-teiligen ZDF-Mehrteiler Ein Mann will nach oben eine der Hauptrollen. In Peter Keglevics Romanverfilmung Ein ungleiches Paar spielte er 1988 an der Seite von Diego Wallraff und Judy Winter.
Hunold übernahm regelmäßig Gastrollen in zahlreichen Fernsehserien und -reihen, u. a. spielte er zwischen 1980 und 1986 in verschiedenen Rollen in der Krimiserie Der Alte. Es folgten weitere feste Serienrollen für Hunold, so u. a. von 1988 bis 1997 in 89 Folgen als Strafverteidiger Dr. Rainer Franck in der ZDF-Krimiserie Ein Fall für zwei, an der Seite von Claus Theo Gärtner als Matula. In der 17-teiligen Familienserie Wie Pech und Schwefel übernahm er von 1994 bis 1997 die Rolle des Parfümfabrikleiters Thomas Wissmann, des ältesten von sechs Geschwistern. Von 1997 bis 2004 spielte Hunold den Arzt Dr. Sommerfeld in der ARD-Arztserie Dr. Sommerfeld – Neues vom Bülowbogen. In der ZDF-Krimiserie Der Staatsanwalt, deren Handlung in Wiesbaden spielt, spielt er seit 2005 an der Seite von Fiona Coors den Oberstaatsanwalt Bernd Reuther, zunächst startete die Serie mit dem Zweiteiler Der Staatsanwalt: Henkersmahlzeit und Der Staatsanwalt: Glückskinder. Ende Januar 2024 kündigte Hunold an, dass er 2025 angesichts seines Alters mit der 20. Staffel aus der Serie Der Staatsanwalt aussteigen wird.

### Soziales Engagement
Rainer Hunold ist als Botschafter für die SOS-Kinderdörfer unterwegs. Er unterstützte in Deutschland die Aktionen „6 Dörfer für 2006“ und „Gib mir fünf“ und spendete schon mehrfach eigene Kunstwerke für die Auktion SOS-Kunststück. Er hat die SOS-Kinderdörfer in Eswatini und Indien besucht.
Er unterstützt des Weiteren den Verein Gesicht Zeigen! Für ein weltoffenes Deutschland e. V., der sich bundesweit gegen Fremdenfeindlichkeit, Rassismus, Antisemitismus und rechtsextreme Gewalt einsetzt.

### Privates
Rainer Hunold ist verheiratet, hat zwei Adoptivkinder aus Marokko, eine Tochter ist die auch als Schauspielerin tätige Kristin Alia Hunold, und lebt in Berlin-Frohnau.
2011 veröffentlichte er unter dem Titel Ich bin nun mal dick – Ein Wohlfühlbuch ein Buch, in dem er für einen entspannten und souveränen Umgang mit Übergewicht plädiert.

## Filmografie

### Spielfilme
- 1978: Schöner Gigolo, armer Gigolo
- 1979: Die große Flatter
- 1980: Fabian
- 1980: Das Traumhaus
- 1981: Mit Gewissenhaftigkeit und Würde
- 1982: Sei zärtlich, Pinguin
- 1983: Marianne und Sophie
- 1983: Die zweite Frau
- 1984: Die schöne Wilhelmine
- 1986: Engels & Consorten
- 1986: Monte Carlo
- 1986: Bankgeheimnisse
- 1987: Der kleine Staatsanwalt
- 1988: Ein ungleiches Paar
- 1988: Der schwarze Obelisk
- 1990: Die Frosch-Intrige
- 1990: Ex und hopp – Ein böses Spiel um Liebe, Geld und Bier
- 1991: Kollege Otto
- 1992: Böses Blut
- 2008: Morgen, ihr Luschen! Der Ausbilder-Schmidt-Film
- 2015: Der Pfarrer und das Mädchen

### Fernsehserien und -reihen
- 1978: Ein Mann will nach oben
- 1978: Tatort: Zürcher Früchte
- 1979: Der eiserne Gustav
- 1979: Die große Flatter
- 1979: Derrick (Folge Ein Kongress in Berlin)
- 1979: St. Pauli-Landungsbrücken (Folge Geburtstagüberraschung)
- 1980: Sternensommer
- 1980: Der Alte (Folge Der Neue)
- 1980–1984: Drei Damen vom Grill
- 1981: Derrick (Folge Am Abgrund)
- 1981: Goldene Zeiten – Bittere Zeiten
- 1982: Der Alte (Folge Der Überfall)
- 1982: Die Fischer von Moorhövd
- 1983: Engel auf Rädern
- 1983: Das Traumschiff: Karibik
- 1985: Der Alte (Folge Eine Tote auf Safari)
- 1985–1986: Die Schwarzwaldklinik
- 1986: Denkste!? – Wohin mit Willfried?
- 1986: Der Alte (Folge Terzett in Gold)
- 1988–1997: Ein Fall für zwei
- 1989: Die Männer vom K3 (Folge Der Mann im Dunkeln)
- 1994–1997: Wie Pech und Schwefel
- 1994: Die Männer vom K3 (Folge Keine Chance zu gewinnen)
- 1997–2004: Dr. Sommerfeld – Neues vom Bülowbogen
- 2004: Großstadtrevier (Folge Pillendreher)
- 2004: Alphateam – Die Lebensretter im OP (Folge Verzweiflungstat)
- 2005–2025: Der Staatsanwalt
  - 2005: Der Staatsanwalt: Henkersmahlzeit (Pilotfilm)
  - 2005: Der Staatsanwalt: Glückskinder
  - 2019: Der Staatsanwalt: Tödlich Wohnen (Auftaktfilm zur 14. Staffel)
  - 2020: Der Staatsanwalt: Null Toleranz (Auftaktfilm zur 15. Staffel)
  - 2021: Der Staatsanwalt: Blutige Vergangenheit (Auftaktfilm zur 16. Staffel)
  - 2022: Der Staatsanwalt: Tödliches Dickicht (Auftaktfilm zur 17. Staffel)
- 2007: Türkisch für Anfänger (Folge Die, in der Cem Hausmann werden will)
- 2007: SOKO Rhein-Main (Folge Heißer Tanz)
- 2010: In aller Freundschaft (Folge Bumerang)
- 2017: Ein starkes Team: Tod und Liebe

## Auszeichnungen
- 1992: Adolf-Grimme-Preis mit Gold für Kollege Otto (zusammen mit Heinrich Breloer und Monika Bednarz-Rauschenbach)

## Veröffentlichungen
- Ich bin nun mal dick – Ein Wohlfühlbuch. Piper Verlag, München 2009, ISBN 978-3-938060-27-8.